# Distretto dell'Alto Siang
Il distretto dell'Alto Siang è un distretto dell'Arunachal Pradesh, in India, di 33 146 abitanti. Il suo capoluogo è Yingkiong.